# ラファエル・ガルシア・レプージョ
ティンテ（Tinte）ことラファエル・ガルシア・レプージョ（Rafael García Repullo、1923年12月29日 - 2000年1月10日）は、スペイン・アンダルシア州コルドバ出身の元サッカー選手、サッカー指導者。ポジションはディフェンダー。

## 経歴

### 選手時代
サン・ロレンソ、エレクトロメカニクスを経てコルドバCFの前身であるRCDコルドバのカンテラに加入すると、1945-46シーズンにトップチームデビューを果たした。
1948年、当時ラ・リーガに在籍していたアトレティコ・マドリードに移籍した。アトレティコでは、2度のラ・リーガ制覇とコパ・エバ・ドゥアルテ優勝に貢献した。

### 監督時代
ホセ・ビジャロンガがアトレティコ・マドリードの監督を務めていた時にアシスタントコーチとして指導者キャリアをスタートさせた。ビジャロンガがスペイン代表監督に就任すると、後任という形でアトレティコの監督に昇格した。就任初年度の1961-62シーズンにはクラブ初となるUEFAカップウィナーズカップ優勝にクラブを導いた。

## タイトル

### 選手
アトレティコ・マドリード
- ラ・リーガ : 2回 (1949-50, 1950-51)
- コパ・エバ・ドゥアルテ : 1回 (1951-52)

### 監督
アトレティコ・マドリード
- UEFAカップウィナーズカップ : 1回 (1961-62)